# Dieter Schott (General)
Dieter Schott (* 12. Juli 1939 in Hannover) ist ein deutscher Brigadegeneral außer Dienst des Heeres der Bundeswehr.

## Leben
Schott trat nach dem Abitur 1958 in Frankfurt am Main am 16. April 1958 in die Bundeswehr ein und durchlief als Offizieranwärter in der Laufbahn der Offiziere des Truppendienstes die Offizierausbildung der Panzergrenadiertruppe. Danach war er Hörsaaloffizier an der Heeresoffizierschule I in der Emmich-Cambrai-Kaserne in Hannover, Adjutant des Kommandeurs der Alliierten Landstreitkräfte Schleswig-Holstein und Jütland (LANDJUT) in der Eider-Kaserne in Rendsburg und Kompaniechef im Panzergrenadierbataillon 192 in der Westfalen-Kaserne in Ahlen.
Schott besuchte von 1970 bis 1972 den 13. Generalstabslehrgang Heer an der Führungsakademie der Bundeswehr in Hamburg, wo er zum Offizier im Generalstabsdienst ausgebildet wurde,* Hansgeorg Model, Jens Prause: Generalstab im Wandel: neue Wege bei der Generalstabsausbildung in der Bundeswehr. Bernard und Graefe, München 1982, ISBN 978-3-7637-5241-6, S. 207 (Namentliches Verzeichnis der Teilnehmer an den bisherigen Generalstabslehrgängen). und danach das Command and General Staff College der United States Army in Fort Leavenworth, Kansas, Vereinigte Staaten. Er wurde G3 der Panzerbrigade 33 in der Scharnhorst-Kaserne in Lingen (Ems) und Leiter der Abteilung für Ausbildung und Übungen im Hauptquartier LANDJUT. Anschließend wurde er Bataillonskommandeur des Panzergrenadierbataillons 311 in der Friesland-Kaserne in Varel und Leiter der Abteilung Rüstungskontrolle und Abrüstung im Internationalen Militärstab im NATO-Hauptquartier in Brüssel, Belgien.
Von 1985 bis 1990 war Schott Brigadekommandeur der Panzerbrigade 21 in der Generalfeldmarschall-Rommel-Kaserne in Augustdorf bei Bielefeld. In dieser Verwendung erfolgte die Ernennung zum Brigadegeneral. Danach war er im Supreme Headquarters Allied Powers Europe in Mons, Belgien, Leiter der Abteilung Rüstungskontrolle und später der Abteilung Policy. Es folgte die Funktion als stellvertretender Chef des Stabes im Hauptquartier Allied Command Europe Rapid Reaction Corps auf dem Gelände des JHQ Rheindahlen in Mönchengladbach. Dabei absolvierte er einen Auslandseinsatz vom Dezember 1995 bis April 1996 als Commander Communication Zone Forward im IFOR-Einsatz der NATO. Ab Juni 1996 war er stellvertretender Divisionskommandeur und Kommandeur Divisionstruppen der 5. Panzerdivision in der Generalfeldzeugmeister-Kaserne in Mainz und, durch die Fusion der 5. Panzerdivision mit dem Wehrbereichskommando IV von 1994 bis 2001, zugleich dessen stellvertretender Befehlshaber. Mit Ablauf des 30. September 1999 wurde er in den Ruhestand versetzt.
Schott ist evangelisch, verheiratet und hat zwei Söhne.